# Browallia americana
Browallia americana ist eine Pflanzenart aus der Gattung Browallia in der Familie der Nachtschattengewächse (Solanaceae).

## Beschreibung
Browallia americana ist eine aufrecht oder kletternd wachsende krautige Pflanze, die eine Wuchshöhe von bis zu 70 cm erreicht. Die Stängel sind meist grün und fein filzig mit vorwärtsgerichteten, einfachen oder drüsigen Trichomen behaart. Die Laubblätter sind eiförmig und bis zu 5 cm lang. Nach vorn sind sie spitz oder zugespitzt, an der Basis sind sie abgeschnitten, stumpf oder kurz zugespitzt. Der Blattrand ist ganzrandig oder nahezu ganzrandig. Die Oberseite ist verkahlend oder mit vereinzelten einfachen Trichomen besetzt. Die Unterseite ist entlang der Blattadern feinflaumig mit feinen, vorwärts gerichteten, manchmal drüsigen Trichomen behaart.
Die auffälligen Blüten besitzen einen 5 bis 10 mm langen, verkahlenden oder mit vereinzelten längeren, einfachen, oftmals drüsigen Trichomen besetzten Kelch. Dieser ist auf etwa 1/4 der Länge gelappt, die Lappen sind spitz oder abgerundet. Die Kelchröhre ist stark gewinkelt und wird an der Frucht breit becherförmig. Die Krone ist stieltellerförmig und blau, malvenfarben, purpurn oder weiß gefärbt. Die Kronröhre erreicht eine Länge von 12 bis 15 mm und ist flaumhaarig behaart. Der Kronsaum misst 10 bis 15 mm im Durchmesser, auf der Unterseite ist er entlang der Rippen flaumhaarig behaart.
Die vier Staubblätter stehen in zwei Paaren. Das obere Paar ist abgeflacht und verbreitert, so dass es eine bügelartige Form erhält. Die Staubfäden dieser zwei Staubblätter sind dicht mit verzweigten, farbigen Trichomen behaart. Die Staubfäden der unteren zwei Staubblätter sind nur leicht abgeflacht und weniger behaart. Die Staubbeutel sind gelb. Der Fruchtknoten ist 1 bis 1,5 mm lang und an der Spitze mit einfachen mehrzelligen Trichomen behaart. Die Narbe ist zweilappig, jeder der Lappen ist nochmals eingedrückt, so dass die Narbe nahezu vierlappig erscheint.
Die Frucht ist eine aufrecht stehende Kapsel, die vom häutig werdenden Kelch umschlossen ist. Sie enthält eine Vielzahl von Samen.
Die Chromosomenzahl beträgt 2n = 22.

## Vorkommen
Die Art kommt in Süd- und Mittelamerika vor.